# Cançó immortal
Cançó immortal (Song Without End) és una pel·lícula estatunidenca dirigida per Charles Vidor, estrenada el 1960 i doblada al català. És la biografia del famós pianista i compositor Franz Liszt, interpretat per Dirk Bogarde.
Vidor va morir durant el rodatge i George Cukor va acabar la realització. La pel·lícula va obtenir l'Oscar a la millor banda sonora.

## Argument[2]
Jove pianista de talent i saludat per la crítica, Franz Lizst no deixa per això de ser un personatge torturat per la solitud. En una gira europea, el jove artista coneix la princesa Caroline Sayn-Wittengenstei. Tots dos comencen un idil·li veient que aquesta nova relació té una conseqüència negativa sobre les actuacions de Franz

## Repartiment
- Dirk Bogarde: Franz Liszt
- Capucine: Princesa Carolyne Wittgenstein
- Geneviève Page: Comtessa Marie d'Agoult
- Ivan Desny: Príncep Nicholas
- Martita Hunt: Gran Duquessa
- Lou Jacobi: Potin
- Albert Rueprecht: Príncep Félix Lichnowsky
- Marcel Dalio: Chelard
- Lyndon Brook: Richard Wagner
- Walter Rilla: Arquebisbe
- Hans Unterkircher: Tsar
- Erland Erlandsen: Sigismond Thalberg
- Alex Davion: Frédéric Chopin
- Katherine Squire: Anna Liszt

## Premis i nominacions

### Premis
- Oscar a la millor banda sonora per Morris Stoloff i Harry Sukman
- Globus d'Or a la millor pel·lícula musical

### Nominacions
- Globus d'Or al millor actor musical o còmic Dirk Bogarde
- Globus d'Or a la millor actriu musical o còmica per Capucine